# Странський Врх
Странський Врх (словен. Stranski Vrh) — поселення в общині Літія, Осреднєсловенський регіон, Словенія. Висота над рівнем моря: 773,1 м.